# Jean-Marie-Léon Dizien
Jean-Marie-Léon Dizien, né le 5 avril 1846 à Cure (Yonne) et mort le 27 mars 1915 à Amiens (Somme), est un ecclésiastique catholique français.

## Biographie
Jean-Marie-Léon Dizien, fils d'instituteur, entre au petit séminaire d'Auxerre en 1859, au grand séminaire de Sens en 1865 et devient diacre et clerc à l'archevêché. Victor-Félix Bernadou, archevêque de Sens en fait son secrétaire et à ce titre, le jeune diacre l'accompagne à Rome au concile de Vatican I. Il est ordonné prêtre à Rome le 16 avril 1870. Ce séjour romain lui fait forte impression et scelle sa fidélité à l'autorité pontificale.
Il rentre à Sens au printemps 1870 et est vicaire de la cathédrale puis vicaire général du diocèse en 1886, grâce au soutien de Bernadou, il est nommé évêque d'Amiens le 30 mai 1896, préconisé le 25 juin puis ordonné le 8 septembre suivant.
La prestance de Jean-Marie-Léon Dizien le fait apprécier dans les réceptions officielles tandis que les socialistes anticléricaux le surnomment « Mgr Bigoudis » à cause de sa chevelure bouclée.
Partisan résolu de l'Église concordataire, Dizien doit affronter les mesures anticléricales et la loi de séparation des Églises et de l'État du début du XXe siècle. D'un naturel conciliant, prudent dans l'administration de son diocèse, il ne cède en rien sur la doctrine catholique et le respect de l'autorité pontificale.

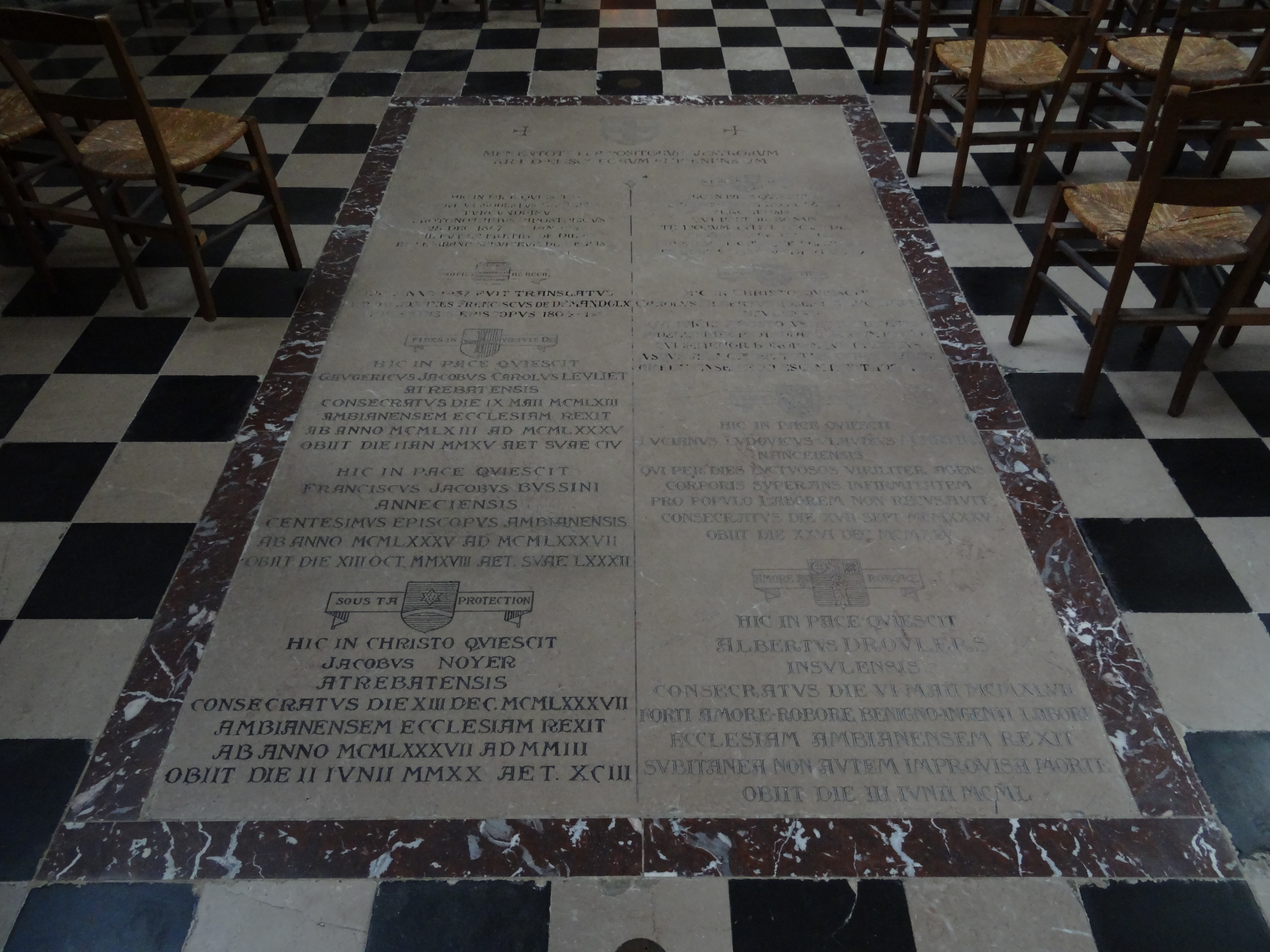
Vue de la dalle qui recouvre le caveau des évêques d'Amiens dans la chapelle Notre-Dame-de-Pitié de la cathédrale d'Amiens (Somme).

Dès sa prise de fonction, il fait réaliser un caveau pour recevoir les dépouilles d'évêques dans le bas-côté nord de la cathédrale Notre-Dame d'Amiens, il y est le premier inhumé en 1915.

## Distinction
- Chevalier de la Légion d'honneur (29 décembre 1898)[3]